# بن آندروود (بازیکن فوتبال)
بن آندروود (انگلیسی: Ben Underwood; ۳۰ سپتامبر ۱۹۰۱ – ۹ مارس ۱۹۵۸) بازیکن فوتبال اهل بریتانیا بود.
از باشگاه‌هایی که در آن بازی کرده‌است می‌توان به باشگاه فوتبال دربی کانتی، باشگاه فوتبال لیدز یونایتد، باشگاه فوتبال دونکستر راورز، و باشگاه فوتبال کاونتری سیتی اشاره کرد.